# ابروزردک نورونیا
ابروزردک نورونیا (نام علمی: Elaenia ridleyana) نام یک گونه از سرده ابروزردک است.